# Vinayak Damodar Savarkar
Vinayak Damodar Savarkar (marathi: विनायक दामोदर सावरकर), født 28. maj 1883 i Nashik, død 26. februar 1966 i Bombay) var en indisk forfatter, politisk aktivist og radikal nationalist. 
Savarkar grundlagde organisationen Akhil Bharatiya Hindu Mahasabha. Han blev dømt af de britiske myndigheder til 50 års strafarbejde på Andamanene, men blev løsladt efter 16 år for i stedet at blive sat i husarrest.
Han udgav i 1923 pjecen Hindutva, som kom til at danne grundlaget for den politiske bevægelse af samme navn – hindutvabevægelse.